# 交換律
交換律（英語：Commutative property）是被普遍使用的一個數學名詞，意指能改變某物的順序而不改變其最終結果。交換律是大多數數學分支中的基本性質，而且許多的數學證明需要倚靠交換律。簡單運算的交換律許久都被假定存在，且沒有給定其一特定的名稱，直到19世紀，數學家開始形式化數學理論之後，交換律才得到正式的定义。

## 一般用法
交換律是一個和二元運算及函數有關的性質。而若交換律對一特定二元運算下的一對元素成立，則稱這兩個元素為在此運算下是「可交換」的。
在群論和集合論中，許多的代數結構被稱做是可交換的，若其中的運算域滿足交換律。在數學分析和線性代數中，一些知名的運算（如實數及複數上的加法和乘法）的交換律會經常被用於（或假定存在於）證明之中。

## 數學定義
「可交換」一詞被使用於如下幾個相關的概念中：
1. 在集合 {\displaystyle S} 的一二元運算 {\displaystyle *} 被稱之為「可交換」的，若：
{\displaystyle \forall x,y\in S,x*y=y*x}
- 一個不滿足上述性質的運算則稱之為「不可交換」的。

2. 若稱 {\displaystyle x} 在 {\displaystyle *} 下和 {\displaystyle y} 「可交換」，即表示：
{\displaystyle x*y=y*x}
3. 一二元函數{\displaystyle f:A\times A\to B}被稱之為「可交換」的，若：
{\displaystyle \forall x,y\in A,f(x,y)=f(y,x)}.

## 歷史

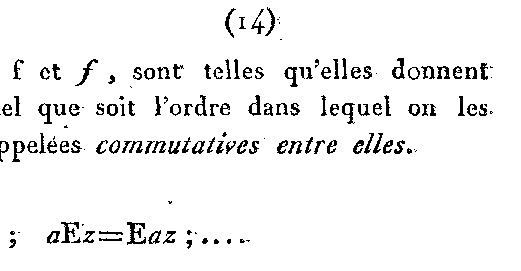
Commutative這一詞第一個已知的應用是在1814年的一本法國期刊上

對交換律假定存在的應用早在很久之前便已有所記戴。埃及人用乘法的交換律來簡化乘積的計算。且知歐幾里得在《幾何原本》中已有假定了乘法交換律的存在。對交換律形式上的應用產生於18世紀末19世紀初，那時數學家開始在研究函數的理論。今日，交換律已被普遍認知，且在大多數的數學分支中被當做基本性質來使用。交換律的簡易版本通常會在初等數學教程中被教導。
第一個使用「可交換（commutative）」一詞的是 Francois Servois 於1814年寫下的筆記，這一詞在筆記中被用來指有著現在稱之為交換律的函數。這一詞首次出現於英語中的是在1844年的英國皇家學會哲學彙刊中。

## 相關性質

顯示加法函數對稱性的圖

### 結合律
結合律和交換律密切相關著。結合律是指運算的順序並不會影響其最終結果。相對地，交換律則是指運算元的順序不會影響其最終結果的性質。

### 對稱
對稱可以和交換律有直接的關連。若將一個可交換運算子寫成一個二元函數，則此一函數會對 {\displaystyle y=x} 這條線對稱。舉例來說，若設一函數 {\displaystyle f} 來表示加法（一可交換運算），所以 {\displaystyle f(x,y)=x+y} ，也因此 {\displaystyle f} 會是個如右圖所見的對稱函數。

## 例子

### 日常生活中
- 洗一雙鞋子可類比為一可交換運算，因為不論是左邊的鞋子先洗，還是右邊的鞋子先洗，最終的結果（兩隻鞋子都洗好）是一樣的。
- 成語「朝三暮四」也可看做是可交換運算的一個例子。

### 數學中的可交換運算
兩個廣為人知的可交換二元運算的例子為：
- 實數的加法

{\displaystyle y+z=z+y\quad \forall y,z\in \mathbb {R} }
例如， {\displaystyle 4+5=5+4} ，兩個表示式都等於 9 。
- 實數的乘法

{\displaystyle yz=zy\quad \forall y,z\in \mathbb {R} }
例如， {\displaystyle 3\times 5=5\times 3} ，兩者都等於 15 。

顯現出乘法 的交換律的一個例子

- 更多可交換二元運算的例子包括複數的乘法、向量的加法、和集合的交集與聯集。

### 日常生活中的不可交換運算

串接（將字串連在一起的行為）是個不可交換運算。

- 洗衣和乾衣可類比成不可交換運算，因為先乾衣再洗衣和先洗衣再乾衣兩者會得出很不同的結果來。
- 魔術方塊是不可交換的。例如，將正面順時針扭轉，頂面順時針扭轉，再將正面逆時針扭轉（FUF'），並不會得出如將正面順時針扭轉，再將正面逆時針扭轉，最後再將頂面順時針扭轉（FF'U）一樣的結果。扭轉是不可交換的。這些扭轉被研究於群論中。

### 數學中的不可交換運算
一些不可交換二元運算有：
- 減法： {\displaystyle 0-1\neq 1-0} ，不過可將其減法符號轉換成加上其相反數，即可使用交換律。
- 除法： {\displaystyle 1\div 2\neq 2\div 1}，可將除法轉換成乘上其倒數以使用交換律。
- 矩陣乘法：

{\displaystyle {\begin{bmatrix}0&2\\0&1\end{bmatrix}}={\begin{bmatrix}1&1\\0&1\end{bmatrix}}\cdot {\begin{bmatrix}0&1\\0&1\end{bmatrix}}\neq {\begin{bmatrix}0&1\\0&1\end{bmatrix}}\cdot {\begin{bmatrix}1&1\\0&1\end{bmatrix}}={\begin{bmatrix}0&1\\0&1\end{bmatrix}}}

## 數學結構與交換律
- 阿貝爾群是一個群運算為可交換的群。[4]
- 交換環是一個乘法為可交換的環。（環中的加法依定義總會是可交換的。）[14]
- 域的加法與乘法都是可交換的。[15]
- 中心是一個群最大的可交換子集。[16]

## 註記

一個表示加法（ 3 + 2 = 2 + 3 ）的交換律的例子

1. ↑  Cabillón & Miller，Commutative and Distributive
2. ↑  Flood, Raymond; Rice, Adrian; Wilson, Robin (编). . Oxford University Press. 2011: 4  [2021-07-13]. ISBN 9780191627941. （原始内容存档于2021-07-13）.
3. ↑  Axler, p.2
4. 1 2  Gallian, p.34
5. ↑  p. 26,87
6. 1 2  Krowne, p.1
7. ↑  Weisstein, Commute, p.1
8. ↑  Lumpkin, p.11
9. ↑  Gay and Shute, p.?
10. ↑  O'Conner and Robertson, Real Numbers
11. 1 2  Cabillón and Miller, Commutative and Distributive
12. ↑  O'Conner and Robertson, Servois
13. ↑  Yark, p.1
14. ↑  Gallian p.236
15. ↑  Gallian p.250
16. ↑  Gallian p.65

### 書籍
- Axler, Sheldon. . Springer. 1997. ISBN 978-0-387-98258-8.

Abstract algebra theory.  Covers commutativity in that context.  Uses property throughout book.
- Goodman, Frederick. . Prentice Hall. 2003. ISBN 978-0-13-067342-8.

Abstract algebra theory.  Uses commutativity property throughout book.
- Gallian, Joseph. . 2006. ISBN 978-0-618-51471-7.

Linear algebra theory.  Explains commutativity in chapter 1, uses it throughout.

### 文章
- https://web.archive.org/web/20080228100512/http://www.ethnomath.org/resources/lumpkin1997.pdf Lumpkin, B. (1997). The Mathematical Legacy Of Ancient Egypt - A Response To Robert Palter. Unpublished manuscript.

Article describing the mathematical ability of ancient civilizations.
- Robins, R. Gay, and Charles C. D. Shute. 1987. The Rhind Mathematical Papyrus: An Ancient Egyptian Text. London: British Museum Publications Limited. ISBN 978-0-7141-0944-2

Translation and interpretation of the Rhind Mathematical Papyrus.

### 線上資源
- Hazewinkel, Michiel (编), , , Springer, 2001, ISBN 978-1-55608-010-4
- Krowne, Aaron, Commutative at PlanetMath., Accessed 2007-08-08.
Definition of commutativity and examples of commutative operations
- 埃里克·韦斯坦因. . MathWorld., Accessed 2007-08-08.
Explanation of the term commute
- .   [2008-02-21]. （原始内容存档于2010-11-26）. Examples of non-commutative operations at PlanetMath., Accessed 2007-08-08
Examples proving some noncommutative operations
- O'Conner, J.J.; Robertson, E.F. . MacTutor.   [2007-08-08]. （原始内容存档于2009-09-18）.
Article giving the history of the real numbers
- Cabillón, Julio; Miller, Jeff. .   [2008-11-22]. （原始内容存档于2011-05-01）.
Page covering the earliest uses of mathematical terms
- O'Conner, J.J.; Robertson, E.F. . MacTutor.   [2007-08-08]. （原始内容存档于2009-09-02）.
Biography of Francois Servois, who first used the term

## 另見
- 反交換律
- 二元運算
- 交換子集合
- 交換子
- 分配律
- 結合律
- 遞移關係